# Scandale des abus sexuels dans la fédération américaine de gymnastique
Le scandale des abus sexuels dans la fédération américaine de gymnastique est une série d'affaires criminelles ayant débuté à la fin des années 1990, s'étant étalé sur plus de deux décennies et concernant l'abus sexuel de gymnastes américaines féminines, majoritairement mineures lors des évènements. Plus de 368 personnes ont allégué avoir subi des agressions sexuelles « par des propriétaires de club, des entraîneurs et des employés de programmes gymniques de partout au pays »,. Larry Nassar entre autres, ancien médecin, kinésithérapeute et ostéopathe de l'équipe nationale de gymnastique des États-Unis, est cité dans plusieurs centaines de procès intentés par des athlètes affirmant qu’il aurait abusé d'elles sexuellement, sous prétexte de leur administrer un traitement médical.
Depuis la publication par The Indianapolis Star des premières accusations publiques, plus de 265 femmes ont accusé Nassar d'abus sexuels. Parmi elles se trouvent des membres ou anciennes membres de l'équipe nationale américaine de gymnastique telles que Jessica Howard (en),Jamie Dantzscher (en), Jeanette Antolin (en), McKayla Maroney, Kyla Ross, Aly Raisman, Maggie Nichols, Gabby Douglas, Simone Biles, Sabrina Vega, Ashton Locklear, Madison Kocian, Tasha Schwikert, Alyssa Baumann et Jordyn Wieber. Il s'agit d'un des plus gros scandales d'abus sexuels de l'histoire du sport,,,.
Le 22 novembre 2017, Nassar est jugé pour sept chefs d'accusation d'agression sexuelle au premier degré, puis le 29 novembre 2017 pour trois nouvelles accusations d'agression sexuelle. Il plaide coupable pour pornographie infantile et est condamné le 7 décembre 2017 à 125 ans de prison.
Une enquête de neuf mois menée par The Indiapolis Star a permis de découvrir que les abus étaient répandus parce que « les entraîneurs prédateurs pouvaient aller de gymnase en gymnase, indétectés par un système de surveillance laxiste ou dangereusement régie par les clubs certifiés de USA Gymnastic ». La Fédération américaine de gymnastique et l'université d'État du Michigan, où Nassar a enseigné et exercé, ont été accusées de négligence et leur responsabilité a été engagée dans les procès civils intentés contre Nassar par d'anciennes gymnastes. Outre Nassar, des entraîneurs provenant de plusieurs états, comme le Michigan, la Pennsylvanie, la Californie, le Rhode Island et l'Indiana, ont été impliqués dans le scandale.
Le 16 mai 2018, ESPN annonce que le Arthur Ashe Courage Award sera remis aux victimes de Larry Nassar. Le 13 décembre de la même année, la National Collegiate Athletic Association (NCAA) remet le Inspiration Award 2019 à Nichols qui, bien qu’elle n'ait pas publicisé sa démarche, fut la première à signaler Nassar.
Le 14 décembre 2021, le procès entre USA Gymnastics et plus de 500 victimes d'agressions sexuelles, dont plus de 300 commises par l'ancien médecin de l'équipe nationale Larry Nassar prend fin par un accord à l'amiable, qui notamment indemnise les victimes à hauteur de 380 millions de dollars et prévoit des procédures d'analyse par le nouveau conseil d'administration afin d'éviter la répétition du problème.

## Contexte
En 1990, l'USAG dressa la liste des entraîneurs bannis à vie, y compris ceux l'étant à cause d'abus sexuel. En 1992, Robert Dean Head, un entraîneur du Kentucky, plaide coupable pour le viol d'une jeune fille de 12 ans. En 2007, l'USAG impose la vérification des antécédents judiciaires pour tous les entraîneurs. Don Peters, entraîneur national de l'équipe olympique de 1984, est banni en 2011 à la suite d’accusations d'abus sexuels de trois anciennes gymnastes. En 2016, Larry Nassar, médecin de l'équipe olympique, est arrêté et accusé d'abus sexuels et de possession de pornographie infantile. Depuis, plusieurs victimes d'abus sexuels ont entamé des poursuites contre l'USAG et d'autres parties prenantes.
À plusieurs reprises, l'USAG a ignoré les avertissements lancés sur des entraîneurs. Dans une poursuite datant de 2013, les responsables de l'USAG ont admis sous serment que les allégations d'abus sexuels étaient régulièrement qualifiées de rumeurs si elles ne venaient pas directement d'une victime ou d'un parent d'une victime. Ils ont attendu quatre ans avant de signaler Marvin Sharp aux autorités policières. Accusé de trois chefs d'accusations d'abus sexuel sur mineur et de quatre chefs d'accusation d'inconduite sexuelle sur mineur, il se suicide en prison. En 2002, Mark Shiefelbein est accusé d'avoir abusé d’une fillette de 10 ans. À la suite d'une injonction afin d'avoir accès à son dossier, les procureurs ont appris que l'USAG avait reçu précédemment des plaintes contre l'entraîneur. Schiefelbein a été déclaré coupable et a reçu une sentence de 36 ans de prison. Une plainte avait aussi été faite contre James Bell au moins cinq ans avant qu'il ne soit arrêté en 2003 pour des abus sexuels à l'encontre de trois jeunes gymnastes. Il a plaidé coupable et a purgé une peine de prison de 8 ans.
Au moins quatre plaintes ont été déposées contre William McCabe, un coach de Géorgie, sans que l'USAG ne le rapporte aux autorités. Le propriétaire d'un club aurait d'ailleurs prévenu la fédération que McCabe « devrait être enfermé en cage avant que quelqu’un ne soit violé ». McCabe a pu continuer à travailler comme entraîneur pendant sept ans, soit jusqu'à ce que la mère d'une athlète de 11 ans ne présente au FBI les courriels qu'il avait envoyés à sa fille. McCabe fût accusé d'agression envers des gymnastes, d'avoir secrètement filmé des jeunes filles se changeant et mis sur Internet leur photos nues. Il a plaidé coupable et purge une peine de 30 ans d'incarcération.

## Les accusations d'abus sexuels
Larry Nassar était diplômé de kinésithérapie et d'ostéopathie et médecin de l'équipe nationale de gymnastique des États-Unis. Il a également été propriétaire d'une clinique et d'un club de gymnastique à l'université d'État du Michigan, dont il était membre de la faculté. L'USA Gymnastics (USAG) a licencié Nassar en 2015 après avoir appris les inquiétudes des athlètes.
En septembre 2016, L'Indianapolis Star a révélé que deux anciennes gymnastes avaient accusé Nassar d'abus sexuels. À la suite de quoi, l'université d'État du Michigan a mis à pied Nassar, pour le renvoyer plus tard dans le mois. Depuis, plus de 250 personnes ont accusé Nassar d'agressions sexuelles,,. Selon les plaignantes, Nassar agissait au cours d'examens médicaux, allant de l'insertion d'un doigt dans le vagin ou l'anus des gymnastes, jusqu'à leur caresser les seins et les organes génitaux. Nassar a d'abord nié les accusations, affirmant qu'il avait respecté les procédures médicales. En février 2017, trois anciennes gymnastes, Jeanette Antolin (en), Jessica Howard et Jamie Dantzscher (en), ont donné une interview à 60 Minutes dans lequel elles ont accusé Nassar d'agression sexuelle. Les gymnastes se confient également sur la « violence psychologique de l'environnement » dans les camps d'entraînement de l'équipe nationale gérés par Béla et Márta Károlyi au Karolyi Ranch de Huntsville, au Texas, ce qui a donné à Nassar une occasion de profiter des gymnastes et de les effrayer pour qu'elles n'en parlent pas. Le 18 octobre 2017, la médaillée d'or olympique McKayla Maroney, à l'aide du hashtag #MeToo sur Twitter, accuse Nassar de l'avoir agressée à plusieurs reprises, entre ses treize ans et jusqu'à sa retraite de la compétition en 2016. Au cours d'une interview le 12 novembre 2017 pour 60 Minutes, Aly Raisman, également médaillée d'or aux Jeux de Londres, a aussi accusé Nassar de l'avoir agressée sexuellement. Dans un communiqué posté sur Instagram le 21 novembre 2017, Gabrielle Douglas, championne olympique du concours général à Londres et par équipes de cette édition et aux Jeux de Rio de Janeiro a dit qu'elle était aussi une victime de Nassar.
Le 22 novembre 2017, au tribunal du comté d'Ingham dans le Michigan, Nassar plaide coupable des sept chefs d'accusation d'agressions sexuelles premier degré sur des jeunes filles mineures. Trois des victimes étaient âgées de moins de treize ans et trois étaient âgés de treize à quinze ans. Rachael Denhollander (en), une ancienne gymnaste de l'US Gymnastics devenue avocate, a déclaré en mai 2017 au tribunal que Nassar a abusé d'elle lors de cinq visites chez le médecin en 2000, quand elle avait 15 ans. Raisman a déclaré que Nassar a également abusé d'elle quand elle était âgée de quinze ans. Le 17 novembre (quelques jours avant ses accusations), Gabrielle Douglas s'est attiré les foudres de sa compatriote et coéquipière olympique Simone Biles et d'autres athlètes pour un tweet qu'ils ont jugé comme une critique de Raisman et un « victim-bashing », indiquant que « se vêtir de façon provocatrice/sexuelle induit les gens en erreur ». Douglas s'est ensuite excusée pour le tweet, insinuant qu'elle avait aussi été abusée par Nassar.

## Procédures criminelles

### Steve Penny
Le 17 octobre 2018, Steve Penny, ancien directeur-général de l'USAG, est arrêté pour falsification de preuves dans la poursuite contre Larry Nassar. Selon les accusations, il aurait retiré des documents liés à l'affaire d'abus sexuels de Nassar du centre d'entraînement de gymnastique Karolyi Ranch au Texas,. Il a plaidé non-coupable le 29 octobre 2018 mais son procès est toujours en suspens à la suite de la pandémie de la COVID-19.

### Lou Anna Simon
Le 20 novembre 2018, Lou Anna Simon, ancienne présidente de l'université d'État du Michigan, est inculpée de deux crimes et deux infractions pour des déclarations mensongères à la police. Elle est accusée d'avoir faussement déclaré aux enquêteurs ne pas connaître la nature d'une plainte contre Nassar, faite en 2014 en vertu du Titre IX. Elle risquait ainsi jusqu'à quatre ans de prison pour chaque accusation.
Le 29 octobre 2019, la juge Julie Reincke de la cour de district du comté d'Eaton a jugé qu'il y avait suffisamment de preuves pour assigner à procès Simon devant la cour de circuit du comté d'Eaton.
Le 13 mai 2020, John Maurer, juge du comté d'Eaton, a rejeté les accusations portées contre Simon. Le bureau du procureur général du Michigan a déclaré prévoir faire appel de cette décision.

### Kathie Klages
En août 2018, Kathie Klages, ancienne entraîneure de gymnastique à l'université d'État du Michigan, a été inculpée d'un chef d'accusation d'acte délictueux grave et d'un chef d'accusation de délit mineur pour avoir menti à la police à propos de ses connaissances préalables sur les allégations d'abus sexuels contre Nassar.
Son procès a débuté en février 2018 et elle a été reconnue coupable en août 2020 de deux chefs d'accusation pour avoir menti à la police. Elle risque jusqu'à quatre ans de prison. Le 4 août, Klages a été condamné à 90 jours de prison et à 18 mois de probation.
Ses avocats ont fait appel de cette décision et le 21 décembre 2021, la cour d'appel a annulé la condamnation de Klages, statuant par deux voix contre une que sa fausse déclaration n'était pas importante pour l'enquête criminelle en cours.

## Réponses et impact
Le 24 janvier 2018, à la suite de la condamnation de Nassar, le Comité olympique des États-Unis (USOPC) a publié une lettre ouverte appelant à la démission des membres restants du conseil d'administration de l'USAG, affirmant qu'à défaut de se conformer à cette demande, l'USOPC prendrait des mesures pour décertifier le corps administratif. L'USOPC a également annoncé qu'il lançait une enquête indépendante sur ce scandale. Le 31 janvier, l'USAG recevait les démissions de tous les membres de son conseil d'administration, se conformant ainsi aux exigences de l'USOPC.

## Documentaires
- At the Heart of Gold: Inside the USA Gymnastics Scandal (en) d'Erin Lee Carr, sorti en 2019
- Team USA : Scandale dans le monde de la gymnastique (Athlete A) de Bonni Cohen et Jon Shenk, sorti sur Netflix en 2020[33]